# Оверленд-Парк
Оверленд-Парк (англ. Overland Park, /oʊvərlənd pɑrk/) — друге за чисельністю населення місто в Канзасі місто (англ. city) в США, розташоване в окрузі Джонсон. Населення — 197 238 осіб (2020).
У рейтингу журналів CNN/Money and Money місто входить до топ-10 у рейтингу ста найкращих міст для життя в США. У 2010 ж році воно було оголошене журналом Money сьомим в аналогічному рейтингу, 2009 року стало «одним з найкращих місць, щоб ростити ваших дітей», і стало третім у списку з десяти найкращих міст для зростання.
У місті розташований музей сучасного мистецтва Нермал.
Містом-побратимом Оверленд-Парку є німецьке місто Бітігхайм-Біссінген.

## Географія
Оверленд-Парк розташований за координатами 38°53′21″ пн. ш. 94°41′26″ зх. д. / 38.88917° пн. ш. 94.69056° зх. д. (38.889042, -94.690584).  За даними Бюро перепису населення США в 2010 році місто мало площу 195,21 км², з яких 193,84 км² — суходіл та 1,37 км² — водойми.

### Клімат
| Клімат : Оверленд-Парк  | Клімат : Оверленд-Парк | Клімат : Оверленд-Парк | Клімат : Оверленд-Парк | Клімат : Оверленд-Парк | Клімат : Оверленд-Парк | Клімат : Оверленд-Парк | Клімат : Оверленд-Парк | Клімат : Оверленд-Парк | Клімат : Оверленд-Парк | Клімат : Оверленд-Парк | Клімат : Оверленд-Парк | Клімат : Оверленд-Парк | Клімат : Оверленд-Парк |
| Показник                | Січ.                   | Лют.                   | Бер.                   | Квіт.                  | Трав.                  | Черв.                  | Лип.                   | Серп.                  | Вер.                   | Жовт.                  | Лист.                  | Груд.                  | Рік                    |
| Абсолютний максимум, °C | 23,3                   | 27,2                   | 29,4                   | 32,8                   | 35,0                   | 40,6                   | 45,6                   | 41,7                   | 41,1                   | 36,7                   | 28,9                   | 24,4                   | 45,6                   |
| Середній максимум, °C   | 3,3                    | 7,2                    | 13,3                   | 19,4                   | 24,4                   | 28,9                   | 31,7                   | 31,1                   | 26,7                   | 20,6                   | 12,2                   | 5,6                    | 18,9                   |
| Середній мінімум, °C    | −6,7                   | −3,9                   | 1,7                    | 7,2                    | 12,8                   | 17,8                   | 20,6                   | 19,4                   | 14,4                   | 8,3                    | 1,7                    | −4,4                   | 7,2                    |
| Абсолютний мінімум, °C  | −27,8                  | −24,4                  | −22,2                  | −10,6                  | −1,1                   | 6,1                    | 8,9                    | 7,8                    | −1,1                   | −7,8                   | −17,2                  | −30                    | −30                    |
| Норма опадів, мм        | 32                     | 32                     | 70                     | 96                     | 137                    | 133                    | 102                    | 90                     | 119                    | 88                     | 75                     | 45                     | 1020                   |
| ----------------------- | ---------------------- | ---------------------- | ---------------------- | ---------------------- | ---------------------- | ---------------------- | ---------------------- | ---------------------- | ---------------------- | ---------------------- | ---------------------- | ---------------------- | ---------------------- |
| Джерело:                |                        |                        |                        |                        |                        |                        |                        |                        |                        |                        |                        |                        |                        |

## Демографія

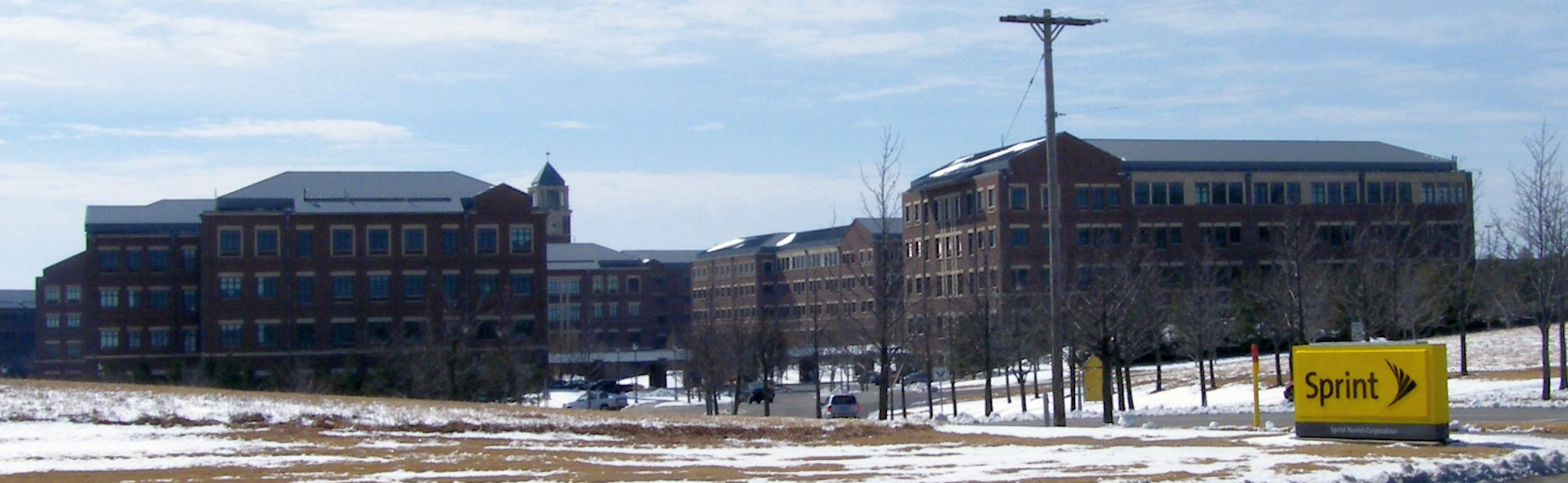
Головний офіс мобільного оператора Sprint

Згідно з переписом 2010 року, у місті мешкали 173 372 особи в 71 443 домогосподарствах у складі 45 516 родин. Густота населення становила 888 осіб/км².  Було 76280 помешкань (391/км²).
Расовий склад населення:
| - 84,4 % — білих - 6,3 % — азіатів - 4,3 % — чорних або афроамериканців - 0,3 % — корінних американців - 2,1 % — осіб інших рас |

До двох чи більше рас належало 2,5 %. Частка іспаномовних становила 6,3 % від усіх жителів.
За віковим діапазоном населення розподілялося таким чином: 24,7 % — особи молодші 18 років, 63,0 % — особи у віці 18—64 років, 12,3 % — особи у віці 65 років та старші. Медіана віку мешканця становила 37,8 року. На 100 осіб жіночої статі у місті припадало 93,4 чоловіків;  на 100 жінок у віці від 18 років та старших — 89,6 чоловіків також старших 18 років.
Середній дохід на одне домашнє господарство  становив 96 327 доларів США (медіана — 72 463), а середній дохід на одну сім'ю — 118 586 доларів (медіана — 94 084). Медіана доходів становила 68 199 доларів для чоловіків та 47 137 доларів для жінок. За межею бідності перебувало 5,9 % осіб, у тому числі 6,7 % дітей у віці до 18 років та 4,7 % осіб у віці 65 років та старших.
Цивільне працевлаштоване населення становило 97 648 осіб. Основні галузі зайнятості: освіта, охорона здоров'я та соціальна допомога — 22,8 %, науковці, спеціалісти, менеджери — 17,6 %, роздрібна торгівля — 10,7 %, фінанси, страхування та нерухомість — 10,6 %.